# Psychasamatyka
Psychasamatyka (pol. Psychosomatyka) – czwarty solowy album studyjny białoruskiego muzyka Lawona Wolskiego, wydany 15 listopada 2016 roku i zaprezentowany w Wilnie 3 grudnia tego roku. Wydanie płyty umożliwiła zbiórka crowdfundingowa, która odbyła się wiosną 2016 roku. Album, nagrany w okresie po śmierci żony Wolskiego, Hanny, podzielony jest na ostrą i dynamiczną część „miejską” oraz spokojną, w dużej mierze akustyczną część „leśną”.

## Lista utworów
| Nr  | Tytuł utworu          | Długość |
| --- | --------------------- | ------- |
| 1.  | „Hej! (horad)”        | 2:57    |
| 2.  | „Radzima naradziła”   | 1:57    |
| 3.  | „Śpiavajcie”          | 1:55    |
| 4.  | „Najlepšy dla žyćcia” | 2:29    |
| 5.  | „Niama kali”          | 3:06    |
| 6.  | „Žorny”               | 2:35    |
| 7.  | „Skončyłasia šoŭ”     | 1:40    |
| 8.  | „Daj mnie nahodu”     | 2:19    |
| 9.  | „Hej! (les)”          | 3:18    |
| 10. | „Idzi i hladzi”       | 2:07    |
| 11. | „Dom”                 | 2:42    |
| 12. | „Čorny kvadrat”       | 3:18    |
| 13. | „Na vajnie”           | 2:37    |
| 14. | „Ciopłaje minułaje”   | 3:44    |
| 15. | „Čałaviek Nichto”     | 2:28    |
| 16. | „Mnie treba iści”     | 2:49    |
|     |                       | 42:01   |

## Twórcy
- Lawon Wolski – wokal, autor muzyki i tekstów
- Snorre Bergerud – gitary, produkcja
- Sindre Skeie – perkusja
- Jaime Gomez Arrellano – mastering
- Juste Urbonaviciute – design[6]